# インド憲法

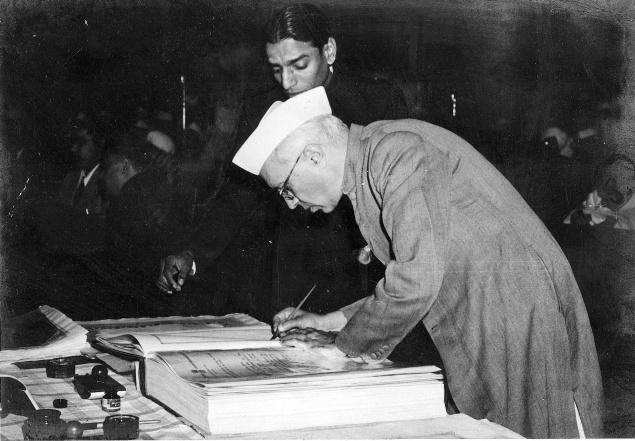
インド憲法に署名するネルー首相（1950年）

インド憲法（インドけんぽう、英語: Constitution of India、ヒンディー語: भारतीय संविधान）は、第二次世界大戦後のインドの憲法。
基本的な政治原則の定める枠組みを規定し、組織、手続き、権利と義務、政府を制定し、基本的人権、インドの指導原理、市民の義務が記されている。世界の独立国の憲法の中で、最も長い成文憲法であり、22の編と395の条項、12の附則、110の修正条項がある。英語版では全部で117,369文字に及ぶ。英語版の他、ヒンディー語の公式訳が存在する。
この憲法は、1949年11月26日に憲法制定議会で成立し、1950年1月26日に施行された。1月26日は、1930年のプールナ・スワラージ（完全独立）を記念して選ばれた。憲法は、インド連邦が、主権を有する社会主義の世俗的民主共和国であり、市民に司法と法の下の平等と自由が保障されていることを宣言し、市民に友愛（fraternity）を奨励している。「社会主義」「世俗」「保全（integnity） 」という語は、1976年の改正で定義に付け加えられた。インドでは、1月26日の憲法施行の日を「共和国の日」として祝う。憲法施行後に、1935年インド統治法は廃止された。

## 背景
1858年から1947年までインド亜大陸の大部分は、イギリス領インド帝国の支配下にあった。この時代、外国の支配からの独立を獲得するためのインド独立運動が徐々に盛り上がってきた。この運動は、1947年8月15日のインド連邦（自治領）とパキスタン（自治領）の成立（1947年インド独立法）により最高潮に達した。インド憲法は1949年11月26日に成立し、1950年1月26日に施行され、インドが主権を有する民主共和国であることを宣言し、イギリスの支配から独立した後のインドを統治する国の法原則を制定した。憲法が施行された日に、インドはイギリス王室のドミニオンではなくなった。

## 憲法制定までの沿革

### 1935年以前のイギリス議会制定法
インド大反乱以降、イギリス議会は東インド会社からインドの統治を引き継ぎ、イギリス領インド帝国はイギリス王室の直接支配下に置かれた。イギリス議会はインド統治改善法を制定し、インドの統治機構を作り上げた。この法律では、イングランドにインド省大臣とそれを補佐するインド参事会を置いてイギリス議会の定めた法を執行させ、さらにインドには総督と、イギリス政府高官で構成された行政参事会（Executive Council）を置いた。1861年インド参事会法では、行政参事会の委員と民間人で構成される立法参事会（Legislative Council）が創設された。1892年インド参事会法では州の立法府が創設され、立法参事会の権限も強化された。これらの法律は政府におけるインド人代表者を増加させたが、彼らの権限は依然として制限されていた。1909年インド統治法と1919年インド統治法では、さらに政府内のインド人の割合が増加した。

### 1935年インド統治法
1935年インド統治法の規定は完全に実行はされなかったが、インド憲法に大きな影響を及ぼしている。インド憲法の重要な特徴の多くは、この法律から直接引用されている。政府の連邦組織や州の自治、ローク・サバー（下院）とラージヤ・サバー（上院）による二院制、中央と州の立法権の分離等は、インド憲法にも存在する規定である。

### 閣僚使節団計画
1946年、首相のクレメント・アトリーは、イギリス連邦の自治領（ドミニオン）としての独立だけでなく、イギリス領インド帝国からインド人指導者への権限の移譲について話し合い、結論を出すべく、閣僚使節団をインドに派遣することを決めた。使節団は憲法の枠組みについて議論し、憲法制定機関に引き継がれる手順の詳細を制定した。296議席の選挙は、1946年までに完了した。憲法制定議会は1946年12月9日に初めて開かれた。

### 1947年インド独立法
1947年7月18日に施行されたインド独立法は、イギリス領インドの領土をインドとパキスタンの2つの新しい国に分割し、それらの国の憲法が施行されるまでイギリス連邦の自治領（ドミニオン）とすることを定めた。憲法制定議会もこれらの国ごとに分離された。この法律は、イギリス議会からインドとパキスタンに対するあらゆる権利義務を奪い、それぞれの憲法制定議会に国の主権を与えた。1950年1月26日にインド憲法が施行されたとき、この法律は廃止された。インドはイギリス王室の自治領（ドミニオン）ではなくなり、主権を有する民主共和国となった。1949年11月26日も「国法の日」として知られている。

## 憲法制定議会
インド憲法は、州の議会の議員によって選ばれた憲法制定議会によって起草された。ジャワハルラール・ネルー、ラージェーンドラ・プラサード、ヴァッラブバーイー・パテール、Sandipkumar Patel、ビームラーオ・アンベードカル、Abul Kalam Azad、Syama Prasad Mookerjee、N.R. Ghosh、Balwant Singh Mehtaらは、その重要人物である。憲法制定議会には、30人以上の指定カースト民の委員がいた。Frank Anthonyは、アングロ・インディアンのコミュニティーを代表し、H. P. Modiはパールシーを代表した。少数派委員会 （Minorities Committee）の議長は、アングロ・インディアンを除く全てのキリスト教徒を代表する有名なキリスト教徒であるHarendra Coomar Mookerjeeだった。Alladi Krishnaswamy Iyerやビームラーオ・アンベードカル、Benegal Narsing Rau、K. M. Munshiのような有名な法学者も委員になった。サロージニー・ナーイドゥ、ハンサ・ジブラージ・メフタ、ドゥルガバイ・デシュムク、ラジクマリ・アムリット・カウルは、重要な女性の委員である。憲法制定議会の初代議長はSachidanand Sinhaであり、後にラージェーンドラ・プラサードが議長に選ばれた。委員達は、1946年12月9日に初めて会合した。

### 起草
1947年8月14日の憲法制定議会の会議で、各種委員会を作る提案がなされた。基本的人権に関する委員会や連邦の権限に関する委員会、連邦憲法に関する委員会などがあった。1947年8月29日、起草委員会が選任され、ビームラーオ・アンベードカルが議長として、その他に6人の委員が選ばれた。憲法草案はこの委員会で準備され、1947年11月4日に憲法制定議会に提出された。
インド憲法の立案者は多くの外国の資料を参考にしたが、中でもイギリスの議院内閣制に最も大きく影響を受けた。さらに、権力分立、インド最高裁判所の設置、変形されてはいるが連邦制（連邦政府と州政府の権限の憲法上の分離）の採用等、多くの原則がアメリカ合衆国憲法から採用された。
憲法制定議会は、憲法を制定するまでに166日間、2年以上にわたり、11ヶ月と18日間、公の会議で会合した。多くの審議と修正の後、1950年1月24日に308人の委員が2つの文書の写し（ヒンディー語と英語）に署名した。インド憲法の原本は、立派なカリグラフィーによって手書きされ、全てのページが、Beohar Rammanohar Sinha等のシャンティニケタンから来たアーティストによって装飾されている。2日後の1950年1月26日、インド憲法はインドの全ての領土における法となった。

### 改正
この憲法は、制定以来何度も修正を経ている。最新の改正は2019年8月5日に行われたもので、第370条で保障されていたジャンムー・カシミール州の特別自治権を剥奪し、ジャンムー・カシミール州を分割してラダック連邦直轄領とジャンムー・カシミール連邦直轄領からなる2つの連邦政府直轄領を新設するという内容だった。

## 構成
インド憲法は、2011年現在の版では、前文、450の条文を含む22編（parts）、12の附則（schedules）、5つの付録（Appendices）、114の修正条項で構成されている。連邦制ではあるが、実際は強固な中央集権の傾向があり、緊急時には中央集権の体制となる。
- 前文
- 第1編 - 連邦とその領土
- 第2編 - 市民権
- 第3編 - 基本的人権
- 第4編 - 指導原理と基本的義務
- 第5編 - 連邦
- 第6編 - 州
- 第7編 - 附則1のBに掲げる州（廃止）
- 第8編 - 連邦の領土
- 第9編 - パンチャーヤト
- 第10編 - 指定部族の領域
- 第11編 - 連邦と州の関係
- 第12編 - 財政、財産、契約及び訴訟
- 第13編 - 国内の商売と通商
- 第14編 - 連邦、州、及び裁判所のサービス
- 第15編 - 選挙
- 第16編 - 特定の階層に関する特別規定
- 第17編 - 言語
- 第18編 - 緊急時条項
- 第19編 - 雑則
- 第20編 - 憲法改正
- 第21編 - 経過条項
- 第22編 - 簡略表題、施行日、ヒンディー語及び廃止

### 附則
- 附則1（1条、4条） - 州と領域、境界の変更とそれに関する法
- 附則2（59条、65条、75条、97条、125条、148条、158条、164条、186条、221条） - 官公庁、裁判所及び会計検査院で働く公務員の給料
- 附則3（75条、99条、124条、148条、164条、188条、219条） - 公務員や裁判官に選任されたときの宣誓
- 附則4（4条、80条） - 州や連邦領ごとのラージヤ・サバー（上院）の議席の配分
- 附則5（244条） - 指定地区[注釈 3]の管理と、指定部族[注釈 4]（地区と部族は不利な状況にあるため、特別な保護が必要である）
- 附則6（244条、275条） - Assam、Meghalaya、Tripura、Mizoramの地区の管理
- 附則7（246条） - 連邦、州及びその両方の責任
- 附則8（345条、351条） - 公用語
- 附則9（31条のB） - 違憲審査の対象外の条項
- 附則10（102条、191条） - 議会の議員及び州議会の議員からの離脱禁止
- 附則11（243条のG） - パンチャーヤト制
- 附則12（243条のW） - 地方自治体

## 政府組織

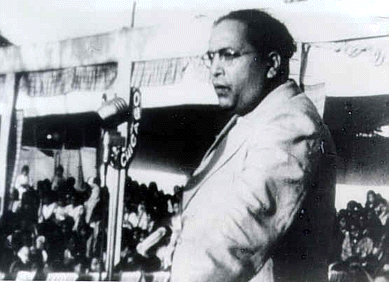
ビームラーオ・アンベードカルは憲法起草委員会の議長だった

憲法に謳われる連邦政府の、基本的な構想は以下のようなものである。
| 「 | 民主的な行政部は次の3要件を満たさなくてはならない。 1. 安定した行政部でなくてはならない 2. 責任ある行政部でなければならない 3. 全ての宗教、カースト及びコミュニティに公平でなければならない。不幸にも、長い間、これらの両者を同程度にする制度を発明することができなかった。……責任に対する毎日の査定は、アメリカの制度では不可能だが、断続的な査定よりも効果的であり、インドのような国では、より必要だと思われる。議院内閣制を推奨している憲法草案は、安定性より責任を重視していた。 | 」 |

### 連邦組織
憲法は、連邦と州の権限の分配を規定する。連邦議会と州議会の権限を、連邦、州及びその両者の3つのリストに列挙している。国防、外交政策、貨幣の発行のような事項は連邦のリストに掲げられている。治安、地域行政、一定の税については、州のリストに掲げられた事項である。教育、貿易、刑法は「両者」のリストに掲げられており、連邦議会だけでなく州議会も立法権を有している。残りの権限は連邦に与えられている。
上院であるラージャ・サバーは州の代表者で構成されているが、これも連邦の本質の一例である。

### 議院内閣制
大統領は連邦議会と州議会によって選出され、国民が直接選ぶことはできない。大統領は元首であり、全ての行政事項及び議会の制定法は全て大統領の名の下にある。ただし、これらの権限は形式的なものであり、首相と内閣の助言に従って行動しなければならない。
首相と内閣は、国民に直接選ばれた議員から構成されるローク・サバー（下院）の多数派の支持さえ得れば政権を維持できる。大臣は両院に対して責任を有し、また、どちらかの議員から選ばれなければならない。このように、議会は行政を統制する。
同じような組織は州にも存在し、国民から直接選ばれた議会が州知事と州政府を統制する。

## 司法の独立
インドの司法は、行政及び立法の支配から独立している。裁判所は憲法の解釈者として、州間及び州と連邦間の紛争の仲介者として機能する。連邦議会や州議会を通過した法律は違憲審査の対象となり、その法律が憲法の条項に反していると思われる場合には、裁判所によって違憲と宣言される。

## インド憲法憲法原本
修正されていないインド憲法の原本はここで見ることができる。
- Original Unamended version of the Constitution of India

## 憲法の変遷
憲法改正は議会によってなされ、その手続きは368条に規定されている。改正法は両院の3分の2の多数をもって議決されなければならない。さらに、憲法における連邦の本質に関連する一定の改正については、州議会の多数に承認されなければならない。
2010年9月時点で108の改正案が議会に提出され、そのうち94の法案が成立した。これらの改正法の多くは、他の民主国家では憲法以外の法律で扱われている問題に関するものである。しかし、憲法は政府の権限につきとても詳しく記載しているため、これらの多くの問題は憲法改正として扱われなければならない。その結果、憲法はだいたい年に2回くらい改正されている。
インド最高裁判所は、「Kesavananda Bharati対ケーララ州」判決において、あらゆる憲法改正が許されるわけではなく、改正は憲法の不変の基本構造を尊重しなければならないとした。
2000年、憲法の更新を研究すべく、憲法改革検討委員会（the National Commission to Review the Working of the Constitution、NCRWC）が発足した。

## 違憲審査制
インド憲法の違憲審査制は、アメリカ合衆国憲法から採用された。インド憲法では、違憲審査制は13条に規定されている。そこでは憲法が国家の最高法規であり、全ての法は憲法の支配下にあるとされる。憲法13条には次のように規定されている。
1. 憲法施行以前の全ての法律は、憲法施行後においては、憲法の全部又は一部の条項に反している場合、当該憲法の条項が優先し、その法律の条項は当該事項に関する憲法の改正がされるまでは無効とする。そのような場合において、憲法改正によって憲法と矛盾しなくなれば、その法律の当該条項は有効となる。これを「Doctrine of Eclipse」という[16]。
2. 同じく、憲法制定議会により憲法が採択された後に作られた法律又は改正は、憲法に適合しなければならず、そうでなければ遡及的に無効とみなされる。

このような場合、最高裁判所や高等裁判所は、その法律を憲法に適合するように解釈する。もしそのような解釈が矛盾をきたすために不可能である場合で、その部分が分離可能な場合、その憲法と矛盾する条項は無効とみなされる。13条に加え、32条、124条、131条、219条、228条及び246条も、違憲審査制に憲法上の根拠を与えている。